# Сан Микеле Мондови
Сан Микѐле Мондовѝ (на италиански: San Michele Mondovì; на пиемонтски: San Michel, Сан Микел) е село и община в Северна Италия, провинция Кунео, регион Пиемонт. Разположено е на 444 m надморска височина. Населението на общината е 1957 души (към 2016 г.).